# Eslavos orientales

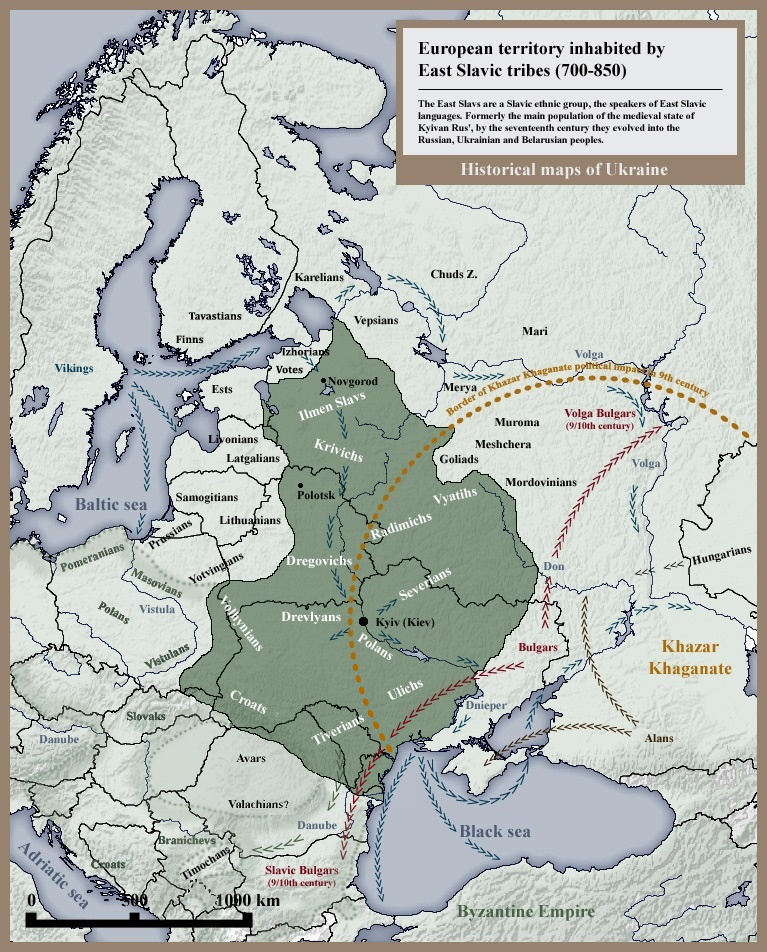
Eslavos orientales, al.

Los eslavos orientales o eslavos del Este constituyen el grupo étnico mayoritario en Rusia (rusos), Ucrania (ucranianos) y Bielorrusia (bielorrusos). En cuanto a Rusia, sus diversos grupos étnicos poseen su propia historia y particularidades. Sin embargo, se puede afirmar, sin ningún género de duda, que el origen remoto del estado ruso moderno es compartido por los pueblos eslavos y ugro-fineses del noreste de Europa.

## Orígenes en las llanuras de Europa Oriental

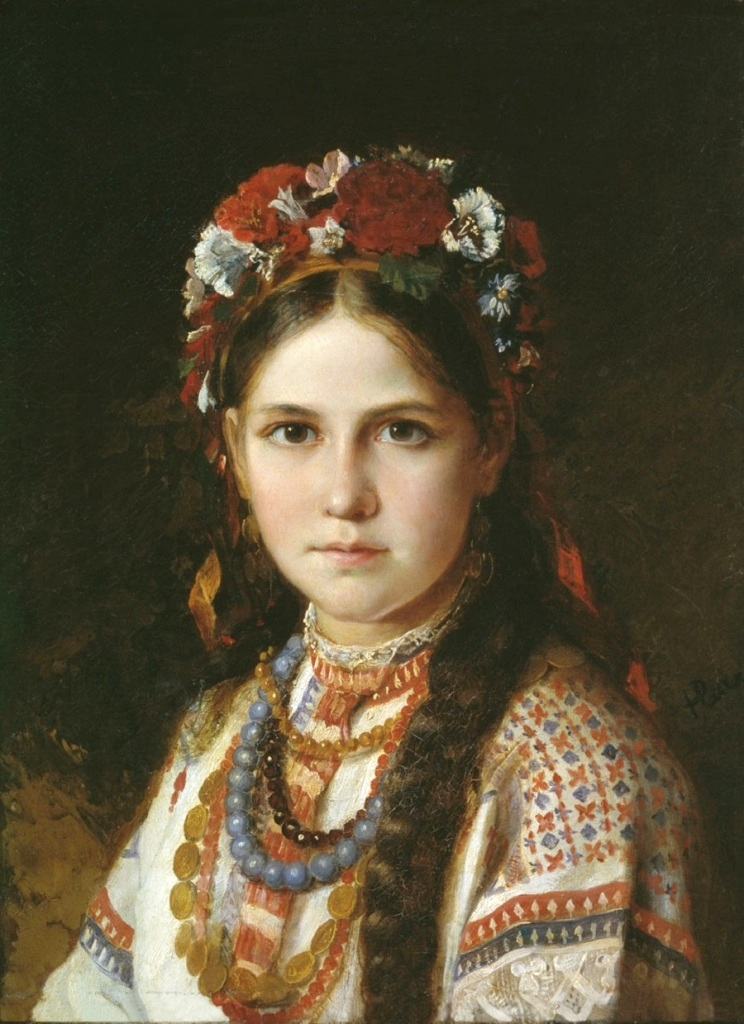
Joven de rasgos eslavos vestida con prendas del folclore ucraniano

Se sabe muy poco sobre los eslavos orientales hasta aproximadamente el siglo IX después de Cristo. Esta ausencia de datos fiables se justifica por la aparente falta de un lenguaje escrito (el alfabeto cirílico se crearía sobre el 863) y por la lejanía de las tierras eslavas de los centros culturales de la época. Los escasos conocimientos de la cultura eslava primitiva provienen de la arqueología, crónicas de extranjeros que llegaron a visitar Rutenia y, por último, los resultados de análisis lingüísticos comparativos de las lenguas eslavas.
Con excepción del polémico Libro de Veles, se han descubierto muy pocos documentos en ruso previos al siglo XI, y ninguno anterior al IX. El manuscrito en antiguo eslavo oriental más antiguo del que se tiene noticia es la Crónica de Néstor, escrita a finales del siglo XII o principios del XIII. Enumera las doce plemená (alianzas tribales o naciones) eslavas que se habían establecido sobre el siglo IX entre el mar Báltico y el mar Negro. Estas plemená fueron las siguientes: polanos, drevlianos, dregóviches, radímiches, viátiches, kríviches, eslavos del Ilmen, dulebes (más tarde conocidos como volynios y buzhanos), severios, croatas blancos,  úliches, tívertses.
Basados en evidencias arqueológicas y lingüísticas, los historiadores creen que los eslavos formaron un grupo étnico a mediados del segundo milenio antes de Cristo en una zona ahora repartida entre Polonia, República Checa, Eslovaquia, Bielorrusia occidental y Ucrania noroccidental. Sobre el siglo VIII a. C. los eslavos entraron en la Edad del Hierro y comenzaron su expansión gradual: al este los eslavos orientales.
Durante los siglos siguientes, los colonos eslavos se encontraron con otros grupos étnicos que ya habitaban la llanura europea oriental (como los fino-ugros) o se trasladaron allí. El pueblo más conocido de estos fue el de los escitas, que ocuparon la región de la moderna Ucrania y suroeste de Rusia desde el siglo VI a. C. hasta el siglo II a. C. Son recordados por su legendaria habilidad en armamento y caballería. Los escitas desaparecieron repentinamente alrededor del siglo I a. C.; en documentos romanos posteriores se usó este momento como referencia para los eslavos orientales. Entre los siglos I y IX d. C., los godos, hunos, ávaros y magiares atravesaron la región en el transcurso de sus migraciones. Aunque algunos de estos pueblos sometieron a los eslavos, su repercusión posterior fue irrelevante. Más significativa, en este período, fue la expansión de los eslavos por toda la región, aprovechando sus dotes para la caza, pesca y ganadería. A partir del siglo VI, los eslavos se convirtieron en la etnia dominante en la planicie europea oriental.
Sobre el 600 d. C. los pueblos eslavos se dividieron lingüísticamente en las ramas meridional, occidental y oriental, formando las lenguas de los eslavos orientales el subgrupo de lenguas eslavas orientales.
Los eslavos orientales se asentaron a lo largo del río Dniéper, en el territorio de la actual Ucrania; desde allí se distribuyeron al norte, hacia el valle del Volga, al norte y al este de la actual Moscú y al este de las llanuras de los ríos Dniéster y Bug Occidental, en las actuales Moldavia y Ucrania. Su situación les permitió controlar las rutas comerciales que comunicaban Escandinavia y el mar Báltico con las colonias griegas de la costa norte del mar Negro. De hecho, entablaron relaciones comerciales tanto con los vikingos como con los bizantinos a través de la ruta comercial de los varegos a los griegos. Kiev - la futura capital de la Rus de Kiev - fue fundada presumiblemente entre los siglos V y VI como una fortaleza que controlaba el curso del Dniéper, y empleada para recaudar impuestos de las naves que regresaban de Bizancio. Muchas otras ciudades se construirían a lo largo de los siguientes 500 años.
Entre los siglos VIII y IX algunas tribus eslavas tuvieron que pagar tributo a los jázaros, un pueblo de habla túrquica que había adoptado el judaísmo como religión y habitaba desde el Volga meridional hasta el norte del Cáucaso.

## Los eslavos orientales y los varegos
Sobre el siglo IX, unos guerreros y comerciantes escandinavos llamados varegos, habían penetrado en las regiones eslavas.

## Tribus
- Dregóviches | Drevlianos | Eslavos del Ilmen | Kríviches | Polanos | Radímiches | Viátiches | Severios | Tívertses | Úliches | Volynios | Dulebes | Buzhanos

## Subgrupos étnicos
- Rusos
  - Lipovanos
- Ucranianos
  - Polesios
  - Boikos
  - Lemkos
  - Hutsules
- Bielorrusos
  - Polesios
- Rusinos